# 충저우 해협

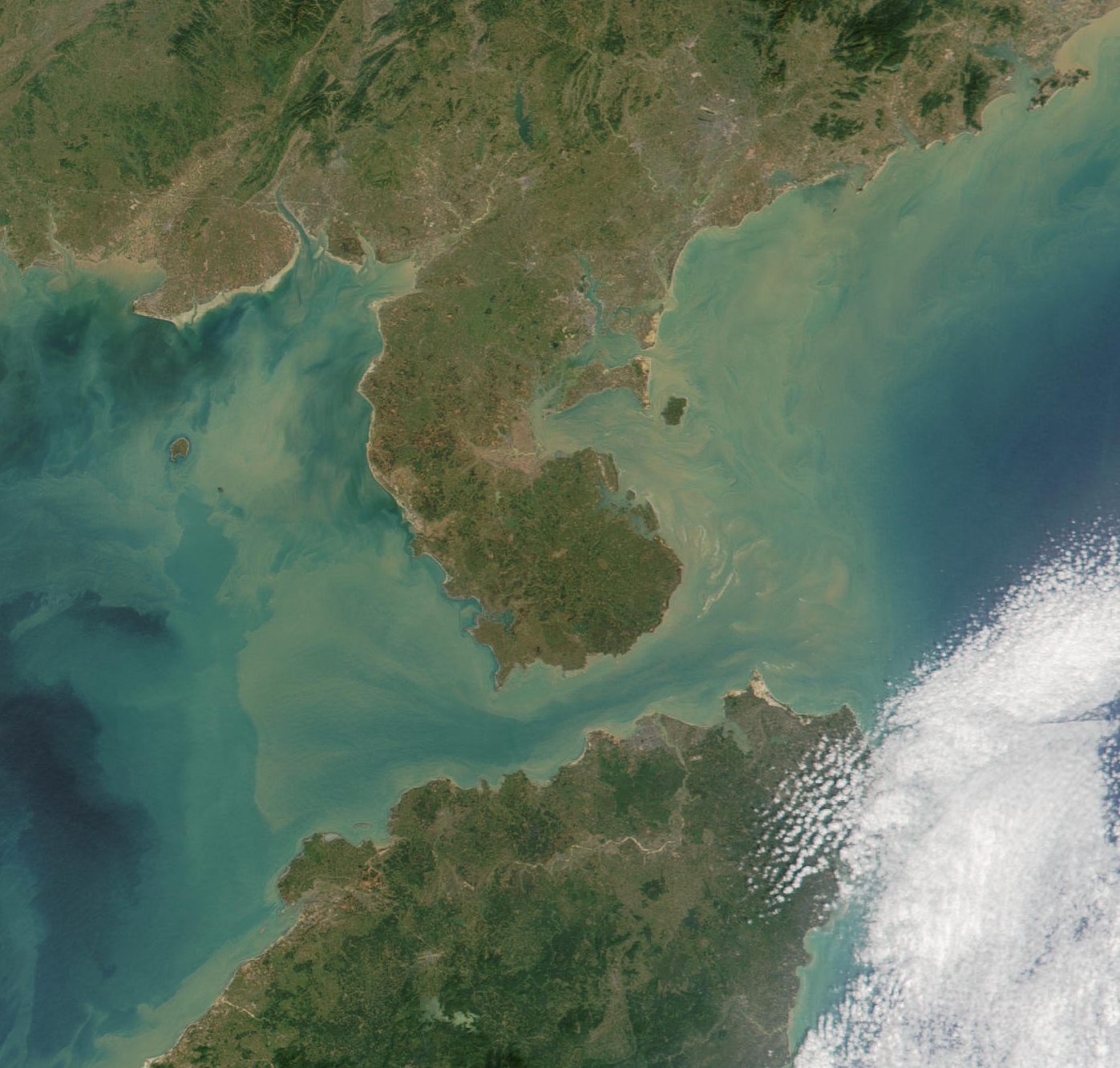
충저우 해협의 위성 사진

충저우 해협(중국어: 瓊州海峽, 한국어: 경주 해협)은 레이저우반도와 하이난섬 사이의 해협이다. 하이난 해협이라고도 한다. 통킹만과 남중국해를 잇는다.

## 같이 보기
- 하이커우시